# Nikolaj Ivanovič Ryžkov
Nikolaj Ivanovič Ryžkov (in russo Николай Иванович Рыжков?; Dyliivka, 28 settembre 1929 – Mosca, 28 febbraio 2024) è stato un politico e ufficiale russo, fino al 1991 sovietico, che ricoprì il ruolo di primo ministro dell'URSS dal 27 settembre 1985 al 14 gennaio 1991 durante l'era della glasnost' e della perestrojka sotto Michail Gorbačëv.

## Carriera
La sua carriera di tecnocrate iniziò come saldatore agli stabilimenti Uralmaš di Sverdlovsk, dove divenne poi capo ingegnere e, nel periodo dal 1970 al 1975, come dirigente della Produzioni Amalgame Uralmaš, una delle industrie più grandi dell'URSS.
Ryžkov entrò nel PCUS nel 1956 e diventò ministro per le costruzioni e trasporto per l'industria pesante nel 1975. Divenne presidente del Comitato per la Programmazione Economica (Gosplan) nel 1979 e nel 1981 fu eletto al Comitato Centrale del Partito Comunista. Il 22 novembre 1982, dopo la morte di Leonid Brežnev e l'ascesa al potere di Jurij Vladimirovič Andropov, il segretario del Comitato Centrale Andrej Pavlovič Kirilenko fu costretto ad andare in pensione e il suo posto fu preso da Ryžkov, al quale fu data anche la carica di responsabile per il Comitato Economico Centrale. Dopo l'elezione di Michail Gorbačëv a Segretario del Partito Comunista, Ryžkov divenne membro del Politburo (23 aprile 1985). 5 mesi più tardi (27 settembre 1985) l'ottuagenario Nikolaj Tichonov, capo del governo in carica, fu mandato in pensione e Ryžkov ne prese il posto.
Ryžkov appoggiò il tentativo di Gorbačëv di ravvivare e ristrutturare l'economia sovietica attraverso diversi piani di decentralizzazione (vedi anche Laissez-faire) e aprendo il commercio alle nuove tecnologie, ma si oppose al tentativo di introdurre una vera e propria economia di mercato in Unione Sovietica. Quando il Politburo fu ristrutturato, durante il 18º congresso del Partito Comunista (luglio 1990), tutti i funzionari governativi eccetto Gorbačëv furono sollevati dall'incarico, dunque Ryžkov perse il suo seggio a priori.
Nel dicembre 1990 Ryžkov fu ricoverato per problemi cardiaci (i quali, si narrò, furono inventati per attutire il colpo) e, prima che fosse dimesso, il Soviet Supremo promulgò una nuova legge per la quale il Consiglio dei ministri fosse sostituito in toto e destrutturato in un gabinetto di ministri. La legge passò il 26 dicembre 1990, ma la nuova istituzione non fu attiva fino al 14 gennaio 1991, quando Valentin Pavlov prese possesso della carica di primo ministro.
Ryžkov concluse le cure mediche nei primi mesi del 1991 e si candidò per il Partito Comunista nelle prime ed uniche elezioni presidenziali della Repubblica Socialista Federativa Sovietica Russa (da non confondersi in alcun modo con la carica di presidente dell'Unione Sovietica). Il 12 giugno 1991 egli prese poco meno del 17% dei voti e fu sconfitto dal 57% ottenuto dal rivale Boris El'cin. La sconfitta significò la sospensione della carriera politica di Ryžkov, che spese gli anni successivi come consulente per l'industria degli investimenti e si dedicò alla finanza. Nel dicembre 1995 fu eletto alla Duma per la lista Potere al Popolo e nel 1996 divenne leader della lista Potere del Popolo, partito di sinistra attivo alla Duma. Negli ultimi anni 1990 prese parte all'alleanza di ispirazione neocomunista e nazionalista, conosciuta come Unione Popolare Patriottica di Russia.